# Luka Vučko
Luka Vučko (Split, 1984. április 11. –) horvát válogatott labdarúgó.

## Pályafutása
Vučko a horvát HNK Hajduk Split akadémiáján nevelkedett, 2002-ben mutatkozott be a felnőtt csapatban. 2010-ben egy alkalommal pályára lépett a horvát válogatottban.

## Mérkőzései a horvát válogatottban
| #  | Dátum           | Ellenfél   | Eredmény | Kiírás              | Esemény |
| -- | --------------- | ---------- | -------- | ------------------- | ------- |
| 1. | 2010. május 26. | Észtország | 0 – 0    | barátságos mérkőzés | 46'     |